# Conflicting Image
Conflicting Image ist ein Dokumentarfilm aus dem Jahr 2022. Regie führte Max Viktor Herbert.
Der Film feierte seine Weltpremiere am 16. September 2022 auf dem Dokumentarfilmfestival Visioni Dal Mondo in Mailand.

## Handlung
Wie verändert sich die Darstellung von Krieg in Zeiten von Smartphones und globaler Vernetzung durch das Internet? Dieser Dokumentarfilm verwendet ausschließlich YouTube-Material, das von Soldaten, Journalisten, Zivilisten oder Touristen in Kriegsgebieten gefilmt wurde, um den absurden globalen Kriegsschauplatz und seine Darstellung durch GoPro-Kameras, TV und VLOGs zu visualisieren – eine Studie über moderne Kriegsästhetik und die Förderung der medialen Romantisierung und Verherrlichung des Globalen Krieges.